# Cloud Gate Dance Theatre

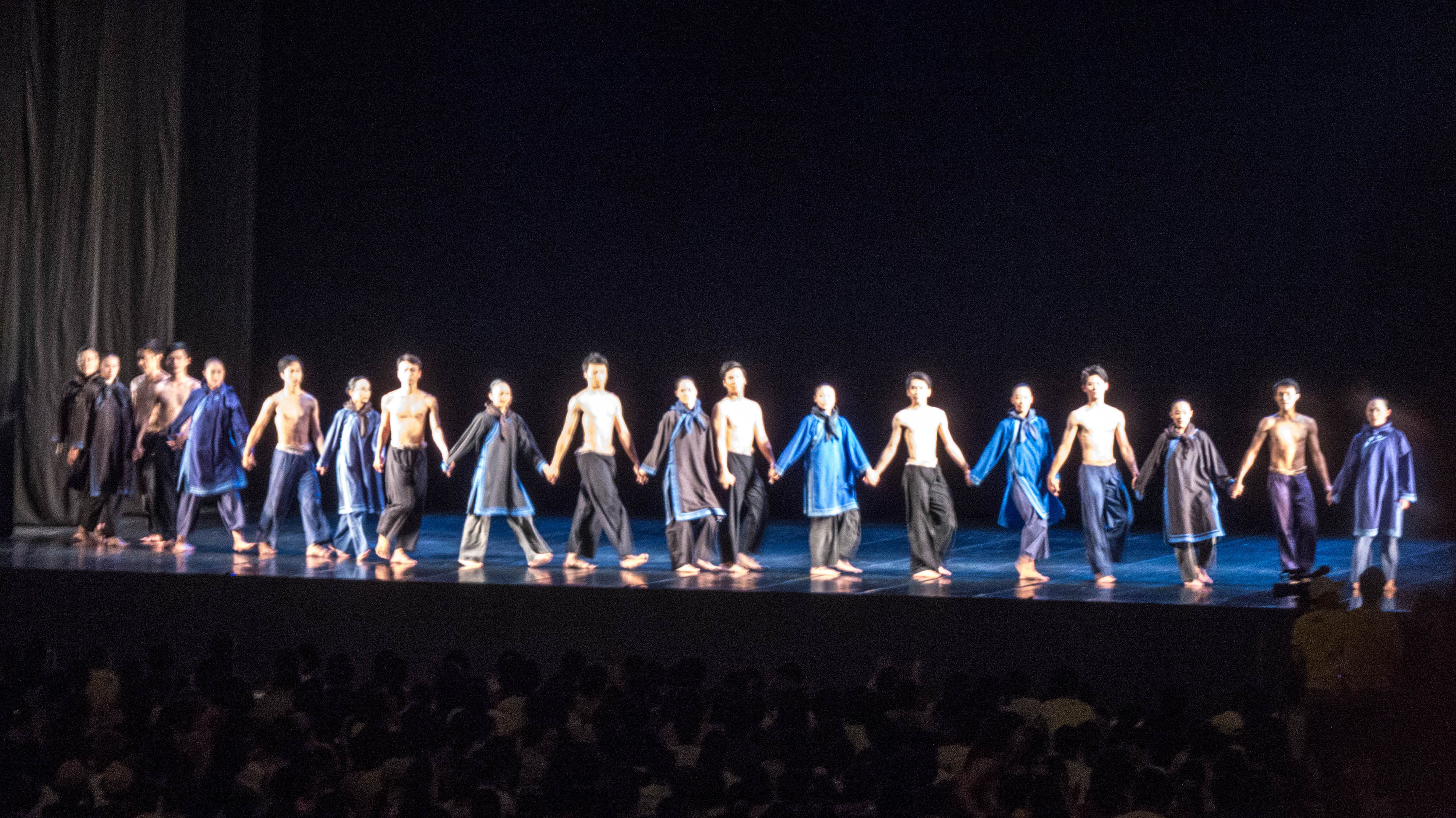
Schlussapplaus zu Legacy für das Cloud Gate Dance Theatre in der nationalen Chiang-Kai-shek-Gedächtnishalle, 2014

Das Cloud Gate Dance Theatre (chinesisch 雲門舞集, Pinyin Yúnmén wǔjí) ist eine taiwanische Modern-Dance-Tanzkompanie. Sie wurde 1973 von Lin Hwai-min in Taipeh gegründet und ist die erste professionelle Tanzkompanie Taiwans. Der Name Cloud Gate (yunmen 雲門) bezieht sich auf alte chinesische Quellen zu den Tänzen am Hof des Kaisers Huangdi. Die Kompanie ist auch aufgrund ihres klassischen chinesischen Repertoires weltweit angesehen. Zu ihren bekanntesten Stücken gehören Songs of the Wanderers (1994), Moon Water (1998), Bamboo Dream (2001) und Cursive  (2001). Verbunden mit der Kompanie ist das Cloud Gate Dance Theatre 2, welches 1999 von der ehemaligen Cloud-Gate-Tänzerin und Choreographin Lo Man-fei 羅曼菲 gegründet wurde.

## Geschichte
Seit der Gründung im Jahre 1973, ausgenommen einer zweijährigen Pause von 1988 bis 1991, hat das Cloud Gate Dance Theatre etwa 160 Stücke aufgeführt. Inhaltlich reicht das Spektrum von klassischer Literatur, Volkserzählungen, taiwanischer Geschichte bis zu gesellschaftlichen Themen und avantgardistischen Versuchen. Die Aufführungen fanden u. a. an der Taipeher National Theater Concert Hall, an Bühnen in anderen Großstädten, in der Provinz, in Stadien oder ländlichen Schulaulen statt. In jedem Jahresspielplan finden sich Open-air Aufführungen in Städten Taiwans, von denen die größten etwa 60.000 Besucher anziehen. Nach der Aufführung hinterlässt das Publikum kaum Müll und begründete somit eine Tradition für Versammlungen auf öffentlichen Plätzen. Taiwanische Tänzer sind aus dem Cloud Gate Dance Theatre hervorgegangen, darunter Lin Hsiu-wei 林秀偉, Lo Man-fei und Liou Shaw-lu 劉紹爐. Einige gründeten eigene Tanzkompanien wie das The Tai Gu Tales Dance Theatre von Lin Hsiu-wei und den Taipei Dance Circle von Liou Shaw-lu. Die Tänzer von Cloud Gate sind meist Absolventen von Tanzseminaren taiwanischer Universitäten mit einer Ausbildung in Modern Dance, Ballett, Peking-Oper, Taijiquan-abgeleiteten Bewegungstechniken, Meditation und chinesischem Boxen.
1998 gründete die Kompanie eine eigene Tanzklasse, in welcher von langjährigen Tänzer erstelltes Unterrichtsmaterial mit dem Namen Lebenspuls verwendet wird. Schüler sollen so an ein Selbststudium herangeleitet werden, in dem sie dann ihren Körper kennenlernen und einen eigenen Lebensrhythmus entwickeln. Im Mai 1999 entstand der Ableger Cloud Gate Dance Theatre 2, welcher besonders Schulen und ländliche Gegenden erreichen soll. Im jährlichen Programm zum Chinesischen Neujahrsfest mit dem Namen Spring Riot (Chun dou 春鬥) wird ein Werk eines jungen taiwanischen Choreographen aufgeführt. Im Jahr 2000 wurde ein Programm zur „Kunst an Colleges“ angestoßen, an dem etwa 2300 Schüler teilgenommen haben. 2007 wurde das Programm „Kunst in jedem Landkreis: die Tanzkompanie kommt in die Gemeinden und bestellt den Boden der Kunst.“ Weiterhin reiste die Kompanie nach Naturkatastrophen für Wohltätigkeitsveranstaltungen zum Wiederaufbau durch das Land, erstmals nach dem großen Erdbeben 1999 und zuletzt 2009 nach dem Taifun Morakot.

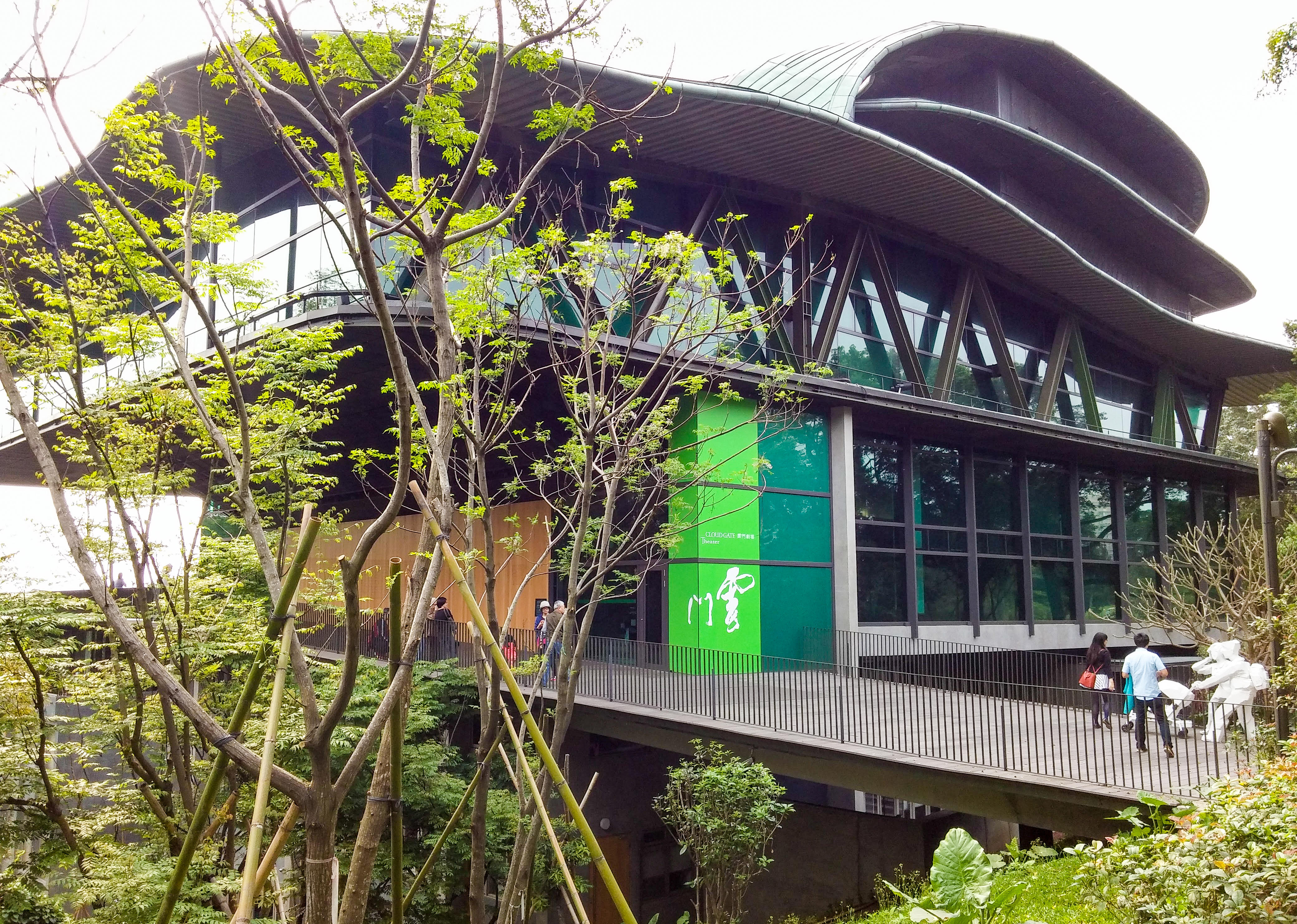
Das neue Probenstudio für das Cloud Gate Dance Theatre bei Tamsui

Am frühen Morgen des 11. Februar 2008 kam es zu einem Brand in den Trainingsräumen der Kompanie in Bali County im Landkreis Taipeh. Dabei wurden die Arbeitsutensilien für die Aufführungen und das Archiv fast vollständig vernichtet. Der Kreistag bewilligte daraufhin eine finanzielle Unterstützung für eine neue Trainingsstätte, die vorübergehend in dem ehemaligen Gebäude des Radio Taiwan International in Tamsui gefunden wurde. Eine Spendenaktion von Tanzfreunden erbrachte eine Summe 12 Millionen US $, mit der die Tanzkomponie ein neues Probenstudio erbauen konnte, das ebenfalls bei Tamsui gelegen ist.
Die Kompanie ist in Taiwan, den USA, Asien und Australien auf über zweihundert Bühnen etwa 1700 mal aufgetreten. 2004 und 2005 gewann Cloud Gate für Cursive II und Wild Cursive (Kuangcao 狂草) den Taishin Arts Award. 2006 wählten europäische Kritiker auf Einladung der deutschen Zeitschriften Ballett International und Theater heute die drei Werke aus der Cursive-Trilogie zu den besten Stücken des Jahres.

## Ehrungen (Auswahl)
1999 wurde dem Gründer Lin Hwai-min der Ramon Magsaysay Award verliehen.
2003 ernannte die Stadtverwaltung von Taipeh den Tag des ersten öffentlichen Auftritts am 21. August zum „Cloud Gate-Tag“ und benannte die Gasse in der das Büro der Kompanie liegt, in „Cloud Gate-Gasse“ um. Am 25. Juli 2007 wurde durch das Lulin-Observatorium der Asteroid (200025) 2007 OK10 entdeckt und auf den Namen Cloud Gate getauft.

## Dokumentarfilme (Auswahl)
- Zwischen Himmel und Erde – Das Cloud Gate Dance Theatre aus Taiwan. Fernseh-Reportage, Deutschland, 2012, 6 Min., Moderation: Cécile Schortmann, Produktion: 3sat, Redaktion: kulturzeit, Erstsendung: 9. Mai 2012 bei 3sat, Inhaltsangabe von ARD.
- Lin Hwai-min – Wanderer zwischen den Welten. (Alternativtitel: Lin Hwai-min – Interface between worlds.) Dokumentarfilm, Deutschland, 2009, 43:30 Min., Buch und Regie: Jean-Christophe Blavier, Produktion: moving angel, 3sat, ZDF Theaterkanal, Erstsendung: 2. Mai 2009 im ZDFtheaterkanal, Inhaltsangabe mit Video-Ausschnitt von moving angel.
- Cloud Gate – Cursive II. Tanzfilm, Deutschland, 2005, 25 Min., Regie: Ross MacGibbon, Musik: John Cage, Produktion: arte, Inhaltsangabe von ARD. (DVD, 147 Min., ISBN 978-0-7697-0952-9.)
- Ein Sprung als Tanz, eine Landung als Melodie. Dreißig Jahre Cloud Gate. (OT: Yong wu. Ta ge Yunmen sanshi. 踊舞．踏歌　雲門30). Dokumentarfilm, Taiwan, 2003, Buch und Regie: Chang Chao-tang 張照堂.
- Cloud Gate Dance Theatre: Songs of the Wanderers. Tanzfilm, Deutschland, Niederlande, Taiwan, 1999, 59 Min., Regie: Misjel Vermeiren, Musik: Georgische Volkslieder, Produktion: Reiner E. Moritz, RM Arts, Filmdaten von IMDb.